# Tétrazépam
Le tétrazépam est une benzodiazépine prescrit en général pour son effet myorelaxant. Il est utilisé pour traiter la contracture musculaire douloureuse en rhumatologie.
Le tétrazépam a été retiré du marché européen en juillet 2013 en raison d'accidents cutanés (syndrome de Stevens-Johnson),.

## Effets secondaires
- troubles de la mémoire (trous de mémoire), qui peuvent survenir aux doses thérapeutiques, le risque augmentant proportionnellement à la dose,
- troubles du comportement, modifications de la conscience, irritabilité, agressivité, agitation,
- dépendance physique et psychique, même à doses thérapeutiques avec syndrome de sevrage ou de rebond à l'arrêt du traitement,
- sensations d'ivresse, maux de tête, difficulté à coordonner certains mouvements,
- confusion, baisse de vigilance voire somnolence (particulièrement chez le sujet âgé), insomnie, cauchemars, tension,
- modifications de la libido.

Effets indésirables cutanés
- réactions allergiques à type de rougeurs, démangeaisons, urticaire, œdème de Quincke (brusque gonflement du visage et du cou),

- rares cas d'érythème polymorphe et très rares cas de syndrome de Stevens-Johnson et de syndrome de Lyell (décollements de la peau pouvant rapidement s'étendre de façon très grave à tout le corps, fièvre, érosions dans la bouche ou sur les organes génitaux). Ces réactions sont survenues lors d'associations avec des médicaments connus pour induire de tels effets. Elles nécessitent une prise en charge médicale en urgence.

Effets indésirables généraux
- faiblesse musculaire, fatigue.

Effets indésirables oculaires
- vision double.